# Isoechiniscoides
Sous-famille
Genre
Isoechiniscoides est un genre de tardigrades de la famille des Echiniscoididae. 

## Liste des espèces
Selon Degma, Bertolani et Guidetti, 2016 :
- Isoechiniscoides higginsi (Hallas & Kristensen, 1982)
- Isoechiniscoides sifae Møbjerg, Kristensen & Jørgensen, 2016

## Publication originale
- Møbjerg, Kristensen & Jørgensen, 2016 : Data from new taxa infer Isoechiniscoides gen. nov. and increase the phylogenetic and evolutionary understanding of echiniscoidid tardigrades (Echiniscoidea: Tardigrada). Zoological Journal of the Linnean Society, vol. 178, no 4, p. 804–818.